# Philodendron jonkerorum
Philodendron jonkerorum är en kallaväxtart som beskrevs av Thomas Bernard Croat. Philodendron jonkerorum ingår i släktet Philodendron och familjen kallaväxter. Inga underarter finns listade.